# Priscilla Schwartz
Priscilla Schwartz là một luật sư người Sierra Leone, bà là người phụ nữ đầu tiên làm Tổng chưởng lý và Bộ trưởng Bộ Tư pháp (hiện tại 2018) tại Sierra Leone.

## Những năm đầu và giáo dục
Schwartz có tên khai sinh là Priscilla Fofana. Bà tốt nghiệp trường Cao đẳng Fourah Bay với bằng Cử nhân Nghệ thuật và Cử nhân Luật. Bà có bằng Thạc sĩ Luật tại Kings College, Đại học London và bác sĩ tư pháp tại Queen Mary, Đại học London.

## Nghề nghiệp

### Chính trị
Vào ngày 11 tháng 6 năm 2018 Schwartz trở thành người phụ nữ đầu tiên trong lịch sử Sierra Leone được bổ nhiệm làm Tổng chưởng lý và Bộ trưởng Tư pháp. Bà được Tổng thống Julius Maada Bio tuyển chọn để thay thế Charles Margai.
Từ năm 1996 đến 2006, bà là Luật sư Nhà nước và Trợ lý đặc biệt cho Tổng chưởng lý và Bộ trưởng Bộ Tư pháp tại Sierra Leone. Bà đã tư vấn về năng lượng, viễn thông cũng như khai thác dầu khí và khoáng sản. Schwartz đã đóng một vai trò quan trọng trong việc tổ chức Tòa án đặc biệt của Liên Hợp Quốc tại Sierra Leone và chuyến thăm của Hội đồng Bảo an.

### Giảng dạy
Schwartz là một giáo sư luật tại Đại học Leicester từ 2007-2012. Từ năm 2008 đến năm 2011, bà là giảng viên cao cấp tại trường cũ Mary, Đại học London. Bà cũng giảng dạy tại Trường Nghiên cứu phương Đông và Châu Phi, Đại học London từ năm 2011 đến 2013. Trước khi được bổ nhiệm làm Tổng chưởng lý và Bộ trưởng Bộ Tư pháp, bà là giảng viên cao cấp và Giám đốc Chương trình Luật Năng lượng và Tài nguyên, tại Trường Cao đẳng Dịch vụ Chuyên nghiệp, Trường Kinh doanh và Luật Royal Docks, Vương quốc Anh từ 2012 đến 2018 
Nghiên cứu của Schwartz được công bố rộng rãi trên các tạp chí luật kinh doanh quốc tế và phát triển kinh tế.

### Luật sư
Schwartz đã tham gia các phiên tòa ở Sierra Leone. Bà là một luật sư và luật sư tại Tòa án tối cao Sierra Leone. Chuyên ngành của bà là luật năng lượng, luật tài nguyên thiên nhiên, luật đầu tư quốc tế, luật tài chính quốc tế, luật thương mại quốc tế, quản trị doanh nghiệp, trách nhiệm xã hội và luật môi trường. Bà đã tư vấn cho chính phủ và các công ty quốc tế hoạt động ở các nước đang phát triển.

## Ấn phẩm được chọn
- Energy Resources Financing (2018)[6]
- Powe ring the Right to Development: Sustainable Energy in a Changing Climate (2016)[7]
- Capitalism, International Investment Law and the Development Conundrum (2014)[6]
- Public-Private Partnerships and Government Services in the least Developed Countries (2013)[6]
- Trade and Development Partnerships (2010)[6]
- Sustainable Energy Infrastructure: Law and Policy (2009)[6]
- Sustainable Development and Mining in Sierra Leone (2006)[6]